# Ташмарунища
Ташмарунища или Ташморунища (произнасяно в региона Ташмарунишча, на македонска литературна норма: Ташмаруништа; на албански: Morunishti) е село в Северна Македония, в община Струга.

## География
Селото е разположено в северния край на Стружкото поле на десния бряг на река Черни Дрин (язовира „Глобочица“).

## История
В XIX век Ташморунища е българско село в Охридска каза на Османската империя. В „Етнография на вилаетите Адрианопол, Монастир и Салоника“, издадена в Константинопол в 1878 година и отразяваща статистиката на населението от 1873 година, Ташморунища (Tachmorounischta) е посочено като село с 50 домакинства, като жителите му са 142 българи. През пролетта на 1880 година селото пострадва от турци грабители. Според Васил Кънчов в 90-те години Таш Морунища е арнаутско село с 50 къщи в Дримкол. Според статистиката му („Македония. Етнография и статистика“) в 1900 година Таш Морунища има 400 жители българи християни и 70 арнаути мохамедани.
На Етнографската карта на Битолския вилает на Картографския институт в София от 1901 година Таш Морунища е чисто българско село в Охридската каза на Битолския санджак с 48 къщи.
Цялото християнско население на селото е под върховенството на Българската екзархия. По данни на секретаря на екзархията Димитър Мишев („La Macédoine et sa Population Chrétienne“) в 1905 година в Таш Морунища има 400 българи екзархисти и функционира българско училище.
При избухването на Балканската война в 1912 година 2 души от Ташмарунища са доброволци в Македоно-одринското опълчение.
Според преброяването от 2002 година селото има 210 жители.
| Националност     | Всичко |
| северномакедонци | 209    |
| албанци          |        |
| турци            | 0      |
| роми             | 0      |
| власи            | 0      |
| сърби            | 0      |
| бошняци          | 0      |
| други            | 1      |

В селото има църкви „Свети Архангел Михаил“, „Свети великомъченик Димитрий“, осветена на 20 октомври 1996 година от митрополит Тимотей Дебърско-Кичевски, „Свети мъченик Мина“, осветена на 31 август 2003 година от Тимотей, „Света великомъченица Неделя“, осветена на 14 септември 2003 година от Тимотей, „Свети Харалампий“, чийто темелен камък е осветен и поставен на 24 май 2007 година.

## Личности
Родени в Ташмарунища
- Александър Кузман, учител, българин, православен, арестуван преди април 1904 година, обвинен в „преписка с българската бунтовническа организация“, осъден от Извънредния съд на 3 години каторга, лежал в Битолския затвор, амнистиран с общата амнистия от 12 април 1904 година[10]
- Петър Стоянов Наумов (1884 - ?), български лекар, завършил медицина във Виена[11][12]
- Христо Тасев (? – 1903), български революционер от ВМОРО, войвода на селската чета в Ташмарунища на ВМОРО, загива на 4 август по време на Илинденското въстание, заедно с брат си Наум в сражение с турската войска[13]
- Цветко Тасев (? – 1906), български революционер от ВМОРО

Починали в Ташмарунища
- Пантелей Томовски (1872 – 1936), български революционер

Свързани с Ташмарунища
- Христо Чурков, български революционер от ВМОРО, охридски селски войвода, участвал в сражение в Ташмарунища през Илинденско-Преображенското въстание[14]